# Liste der Kulturdenkmale in Maselheim
In der Liste der Kulturdenkmale in Maselheim sind alle Bau- und Kunstdenkmale der Gemeinde Maselheim verzeichnet, die im „Verzeichnis der unbeweglichen Bau- und Kunstdenkmale und der zu prüfenden Objekte“ des Landesamts für Denkmalpflege Baden-Württemberg verzeichnet sind.
Diese Liste ist nicht rechtsverbindlich. Eine rechtsverbindliche Auskunft ist lediglich auf Anfrage bei der Unteren Denkmalschutzbehörde des Landkreises Biberach erhältlich.

## Maselheim
| Bild           | Bezeichnung                                                                                | Lage                                        | Datierung         | Beschreibung                                                    | ID |
| -------------- | ------------------------------------------------------------------------------------------ | ------------------------------------------- | ----------------- | --------------------------------------------------------------- | -- |
|                | 750-mm-Schmalspurbahn in Württemberg, Schmalspurstrecke Warthausen–Ochsenhausen („Öchsle“) | Maselheim, Gesamtes Gemeindegebiet          |                   | Geschützt nach § 12 DSchG                                       |    |
|                | Bahnhof Maselheim                                                                          | Maselheim, Gartenstraße 28 und 28a (Karte)  |                   | Geschützt nach § 12 DSchG                                       |    |
|                | Kegelbahn                                                                                  | Maselheim, Bei Haldenweg 24 (Karte)         | 1898              | Geschützt nach § 2 DSchG                                        | BW |
| Weitere Bilder | Kath. Kirche St. Peter und Paul                                                            | Maselheim, Heggbacher Straße 4 (Karte)      | 1447/1508         | samt Friedhof und Kriegerdenkmal Geschützt nach §§ 28, 12 DSchG |    |
|                | Hausfigur St. Nikolaus                                                                     | Maselheim, Laupertshauser Straße 1 (Karte)  | 18. Jh.           | Geschützt nach § 2 DSchG                                        | BW |
|                | Hofkapelle                                                                                 | Maselheim, Laupertshauser Straße 46 (Karte) | 2. Hälfte 19. Jh. | Geschützt nach § 2 DSchG                                        | BW |
|                | Wegkreuz                                                                                   | Maselheim                                   | um 1880           | Geschützt nach § 2 DSchG                                        |    |
| Weitere Bilder | Ehemaliges Zisterzienserinnenkloster Heggbach                                              | Heggbach (Karte)                            | Mitte 13. Jh.     | Geschützt nach § 22 DSchG                                       |    |
|                | Bildstock                                                                                  | Heggbach                                    | 1771              | Geschützt nach § 2 DSchG                                        |    |
|                | Wegkreuz                                                                                   | Maselheim, Heggbach                         | 19. Jh.           | Geschützt nach § 2 DSchG                                        |    |
|                | Mühle des Klosters Heggbach                                                                | Maselheim, Heggbacher Mühle 1, 2 (Karte)    |                   | Geschützt nach § 2 DSchG                                        | BW |
|                | Kreuzweg                                                                                   | Maselheim, Luxenweiler                      | um 1900           | Geschützt nach § 2 DSchG                                        |    |
|                | Hofkapelle                                                                                 | Maselheim, Ziegelhof 2 (Karte)              | 1868              | Geschützt nach § 2 DSchG                                        | BW |
|                | Kapelle                                                                                    | Maselheim, Zum Stein 4 (Karte)              |                   | Geschützt nach § 2 DSchG                                        | BW |

## Äpfingen
| Bild           | Bezeichnung                    | Lage                                   | Datierung         | Beschreibung              | ID |
| -------------- | ------------------------------ | -------------------------------------- | ----------------- | ------------------------- | -- |
| Weitere Bilder | Bahnhof Äpfingen               | Äpfingen, Am Bahnhof 6 (Karte)         |                   | Geschützt nach § 12 DSchG |    |
|                | Friedhof                       | Äpfingen, Biberacher Straße 17 (Karte) |                   | Geschützt nach § 2 DSchG  | BW |
|                | Brunnen                        | Äpfingen, bei Biberacher Straße 17     | um 1900           | Geschützt nach § 2 DSchG  |    |
| Weitere Bilder | Katholische Kirche St. Blasius | Äpfingen, Schulstraße 2 (Karte)        | 1726              | Geschützt nach § 28 DSchG |    |
|                | Schule                         | Äpfingen, Schulstraße 20 (Karte)       | 1886              | Geschützt nach § 2 DSchG  | BW |
|                | Hausfigur Madonna              | Äpfingen, Sulminger Straße 1           | wohl 19. Jh.      | Geschützt nach § 2 DSchG  |    |
|                | Wegkreuz                       | Äpfingen                               | 1913              | Geschützt nach § 2 DSchG  |    |
|                | Sühnekreuz                     | Äpfingen                               | Wende 15./16. Jh. | Geschützt nach § 2 DSchG  |    |
|                | Wegkreuz                       | Äpfingen                               | 1886              | Geschützt nach § 2 DSchG  |    |
|                | Wegkreuz                       | Äpfingen                               | um 1880           | Geschützt nach § 2 DSchG  |    |
|                | Wegkreuz                       | Äpfingen                               | um 1880           | Geschützt nach § 2 DSchG  |    |
|                | Wegkreuz                       | Äpfingen                               | 1880              | Geschützt nach § 2 DSchG  |    |

## Laupertshausen
| Bild | Bezeichnung                                 | Lage                                            | Datierung     | Beschreibung                                                    | ID |
| ---- | ------------------------------------------- | ----------------------------------------------- | ------------- | --------------------------------------------------------------- | -- |
|      | Hausfigur                                   | Laupertshausen, Brühlstraße 7 (Karte)           | um 1900       | Geschützt nach § 2 DSchG                                        | BW |
|      | Katholische Kirche St. Jakobus und Pelagius | Laupertshausen, Ellmannsweiler Straße 6 (Karte) | 1714          | samt Friedhof und Kriegerdenkmal Geschützt nach §§ 28, 12 DSchG |    |
|      | Sühnekreuz                                  | Laupertshausen, bei Ellmannsweiler Straße 6     | um 1500       | Geschützt nach § 2 DSchG                                        |    |
|      | Hausfigur                                   | Laupertshausen, Mettenberger Straße 1           | um 1800       | Geschützt nach § 2 DSchG                                        |    |
|      | Hausfigur St. Sebastian                     | Laupertshausen, Mettenberger Straße 6 (Karte)   | um 1800       | Geschützt nach § 2 DSchG                                        | BW |
|      | Pfarrhaus                                   | Laupertshausen, Ölbergstraße 3 (Karte)          | um 1800       | Geschützt nach § 2 DSchG                                        | BW |
|      | Brunnentrog                                 | Laupertshausen, bei Ölbergstraße 10 (Karte)     | 1846          | Geschützt nach § 2 DSchG                                        | BW |
|      | Wegkreuz                                    | Laupertshausen                                  | 1894          | Geschützt nach § 2 DSchG                                        |    |
|      | Wegkreuz                                    | Laupertshausen                                  | um 1800       | Geschützt nach § 2 DSchG                                        |    |
|      | Wegkreuz                                    | Laupertshausen                                  | um 1900       | Geschützt nach § 2 DSchG                                        |    |
|      | Wegkreuz                                    | Laupertshausen                                  | 1901          | Geschützt nach § 2 DSchG                                        |    |
|      | Wegkreuz                                    | Laupertshausen                                  | 1888          | Geschützt nach § 2 DSchG                                        |    |
|      | Schloss                                     | Ellmannsweiler, Schlossgasse 8 (Karte)          | 18. Jh.       | Geschützt nach § 28 DSchG                                       | BW |
|      | Kapelle                                     | Ellmannsweiler, Unterer Weg 6 (Karte)           | um 1580       | Geschützt nach § 2 DSchG                                        | BW |
|      | Wegkreuz                                    | Ellmannsweiler                                  | 1899          | Geschützt nach § 2 DSchG                                        |    |
|      | Wegkreuz                                    | Ellmannsweiler                                  | um 1880       | Geschützt nach § 2 DSchG                                        |    |
|      | Bildstock                                   | Ellmannsweiler                                  | Mitte 19. Jh. | Geschützt nach § 2 DSchG                                        |    |
|      | Wegkreuz                                    | Mittelschnaitbach                               | 1921          | Geschützt nach § 2 DSchG                                        |    |
|      | Hausfigur                                   | Unterschneitbach                                | um 1890       | Geschützt nach § 2 DSchG                                        |    |

## Sulmingen
| Bild           | Bezeichnung                         | Lage                                       | Datierung         | Beschreibung                                 | ID |
| -------------- | ----------------------------------- | ------------------------------------------ | ----------------- | -------------------------------------------- | -- |
|                | Wegkreuz                            | Sulmingen, an der Äpfinger Straße          | 1888              | Geschützt nach § 2 DSchG                     |    |
|                | Gasthof Lamm                        | Sulmingen, Baltringer Straße 5, 14 (Karte) | 2. Hälfte 18. Jh. | Geschützt nach § 2 DSchG                     | BW |
| Weitere Bilder | Kath. Pfarrkirche St. Dionys        | Sulmingen, Baltringer Straße 22 (Karte)    | 1773              | samt Friedhof Geschützt nach §§ 28, 12 DSchG |    |
|                | Sühnekreuz                          | Sulmingen, bei Baltringer Straße 22        | 15./16. Jh.       | Geschützt nach § 2 DSchG                     |    |
|                | Pfarrhof                            | Sulmingen, Baltringer Straße 24 (Karte)    | 1766              | Geschützt nach § 28 DSchG                    | BW |
|                | Wegkreuz                            | Sulmingen, An der Baltringer Straße        | 1860              | Geschützt nach § 2 DSchG                     |    |
|                | Wegkreuz                            | Sulmingen                                  | 1868              | Geschützt nach § 2 DSchG                     |    |
|                | Wegkreuz                            | Sulmingen                                  | 1900              | Geschützt nach § 2 DSchG                     |    |
|                | Wegkreuz                            | Sulmingen                                  | 1911              | Geschützt nach § 2 DSchG                     |    |
|                | Kreuzweg                            | Sulmingen                                  | um 1900           | Geschützt nach § 2 DSchG                     |    |
|                | Bahntrasse und Haltepunkt Sulmingen | Sulmingen (Karte)                          |                   | Geschützt nach § 12 DSchG                    | BW |